# GAZ-AA
GAZ-AA（俄語：ГАЗ-АА）是以美國的福特AA型卡車為原型，蘇聯所生產的貨車。生産由高爾基汽車廠負責。第二次世界大戰中也做為軍用卡車來使用，或是加裝防空武器後做為防空車輛。因為其1.5噸的載重量，而有POLUTORKA（俄語：ПОЛУТОРКА，也有1.5的意思）的暱稱。

## 簡介
1930年代初期，蘇聯取得了美國福特汽車的其下產品之二，福特A型轎車以及福特AA型卡車的生產許可權。做為與福特的合營企業，設立了下諾夫哥羅德汽車廠（NAZ）來負責生產。
蘇聯製的第一台AA於1932年1月29日完成。同年，由於都市名稱變更，汽車廠名稱同樣變更為高爾基汽車廠（GAZ），車輛原先的名稱NAZ-AA也換為GAZ-AA。之後由於生產材料容易取得，蘇聯便開始自行改良，並將該款改良型投入生產。
在1938年成功開發了將引擎出力由40hp提升到50hp的改良型，該款強化引擎出力的型號稱為GAZ-MM，並持續生產到二戰結束後的1950年。除此之外，GAZ-MM除引擎之外，外觀與GAZ-AA並沒有差別，但另有一款外觀差異極大，稱為GAZ-MM-B的簡化衍生型。
德蘇戰爭爆發時，蘇軍已有150,000輌的GAZ-AA/MM能夠使用。另外在戰時，此型貨車加上其他的衍生型共生產了約985,000輌。

### 乌俄战争
2023年10月，试图进攻阿夫迪夫卡的侵乌俄军被发现在其南部Pisky方向以多辆GAZ-AA 1.5吨卡车组成的车队试图向乌军发起冲锋

## 衍生型
GAZ-AAA
於後輪額外增加兩軸的6×4型貨車，是以GAZ-AA當做範本，而製作的六輪版GAZ-AA。載重量為兩噸。1934年到1943年間，生產了約37,000輌。在其後期的生產中，配置了與GAZ-MM同樣強化了出力的引擎。另外，此型車輛的底盤也運用在六輪装甲車上，如BA-3、BA-6、BA-10等車輛。
GAZ-MM-B
GAZ-MM除引擎之外，外觀與GAZ-AA並沒有差別。後來由於德蘇戰爭爆發，為節約材料及加快出廠時間，而開始生產稱為GAZ-MM-B的簡化型。例如GAZ-MM-B在1941年生產的型號，前輪的擋泥板就改為便於加工的的角型、不再製作駕駛座的可開車頂、門則換為木製、保險桿也廢除、前車燈僅有一個裝在左側、僅後輪有煞車、載貨台的傾倒結構也取消。
1941年到1943年間，此型號生產了大約102,300輛。於1943年，德蘇戰爭中蘇聯戰況好轉後，逐漸取消此型號的生產並回到原先的GAZ-MM生產模式。
GAZ-410
以GAZ-AA及GAZ-MM為基礎製作的自卸車。載重量為1.2噸。生產期間為1934年到1946年間。
GAZ-42
以木炭產生煤氣來驅動引擎的變種型號，此是為對應汽油不足的狀況而在1938年到1950年間生產。比起使用汽油的車輛，不僅速度慢而且馬力也不高。
GAZ-55
以GAZ-AA及GAZ-MM為基礎製作的救護車。第二次世界大戰中，蘇軍最常使用的救護車。生產期間為1938年到1945年間。
GAZ-60
半履帶車型。
GAZ-65
於1940年試作的半履帶車型。
GAZ-03-30
以GAZ-AA及GAZ-MM為基礎製作的公共汽車。駕駛一人，乘客十六人。1933年以GAZ-3的名稱開始生產，1936年改稱為GAZ-03-30。戰爭爆發前，是以運送一般人為主要的目的。戰爭時則是以輸送士兵為主的運兵車，及運送傷患的救護車來使用。到1950年時已生產了將近15,000輌。
GAZ-05-193
以GAZ-AAA為基礎製作的公共汽車。不同於GAZ-03-30，此型車輛是為運送士官、校官等軍官而製作的。駕駛一人，乘客九人。僅生產兩百餘輛。

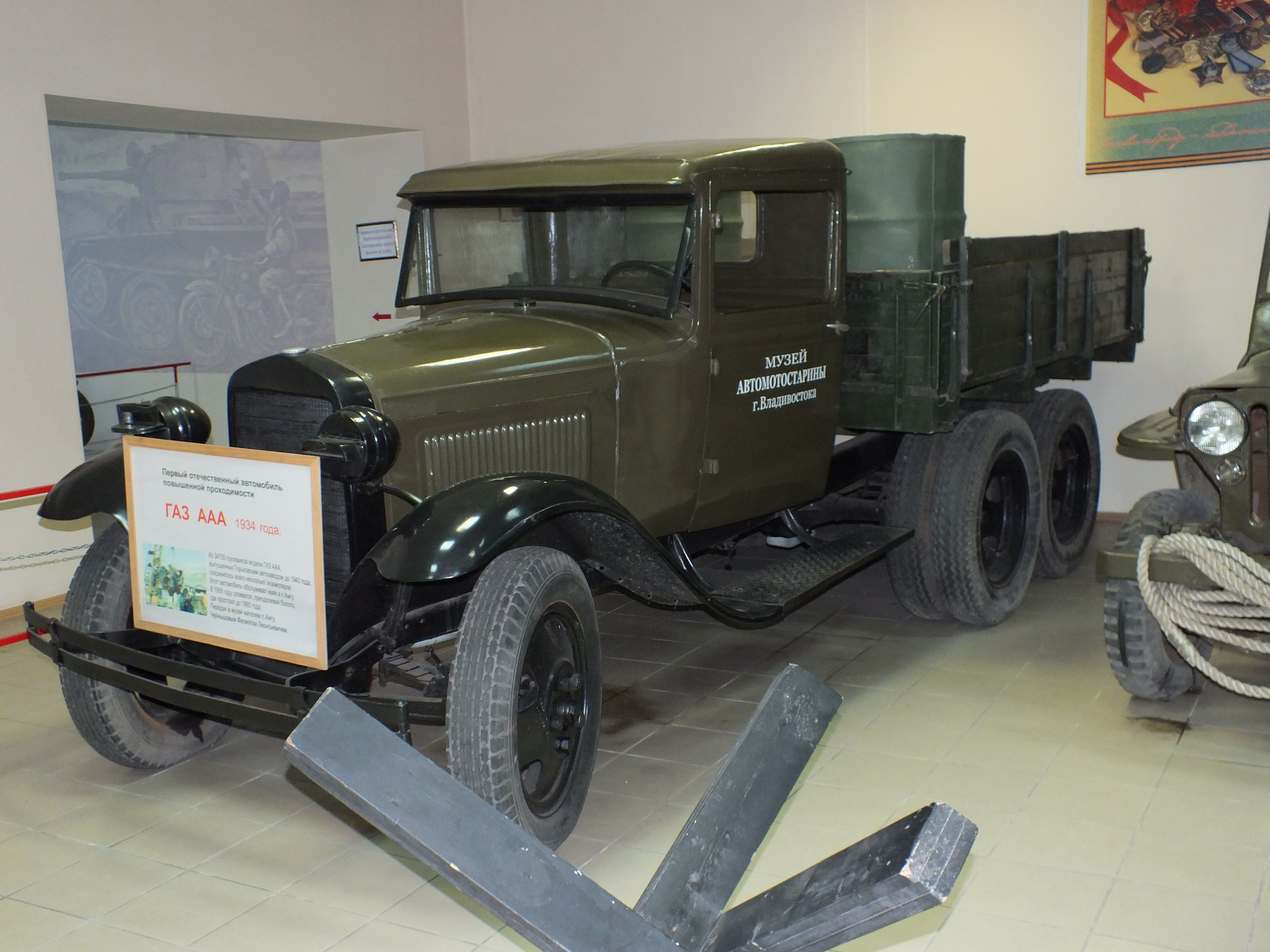
六輪型的GAZ-AAA。
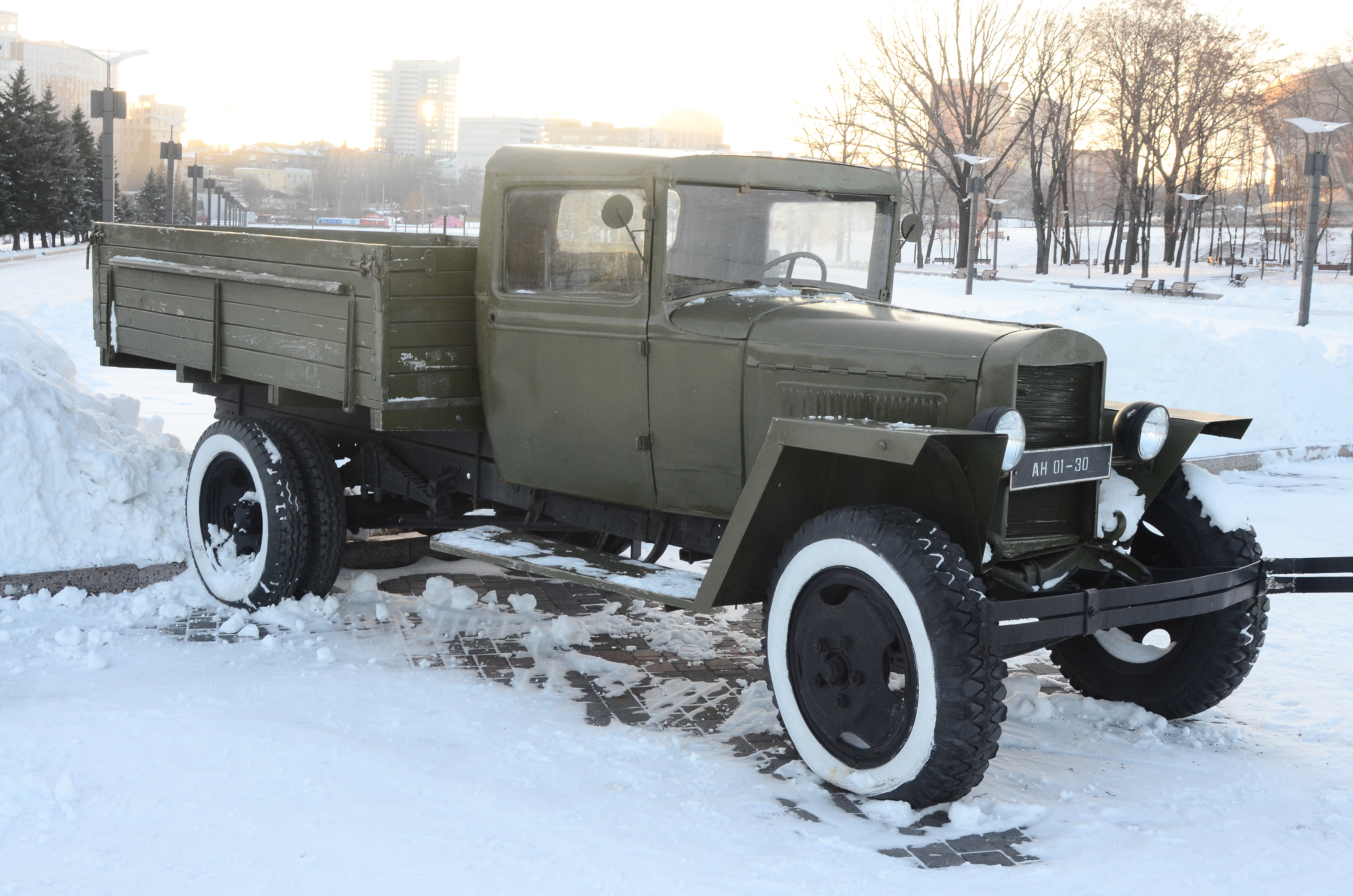
角型擋泥板的GAZ-MM。
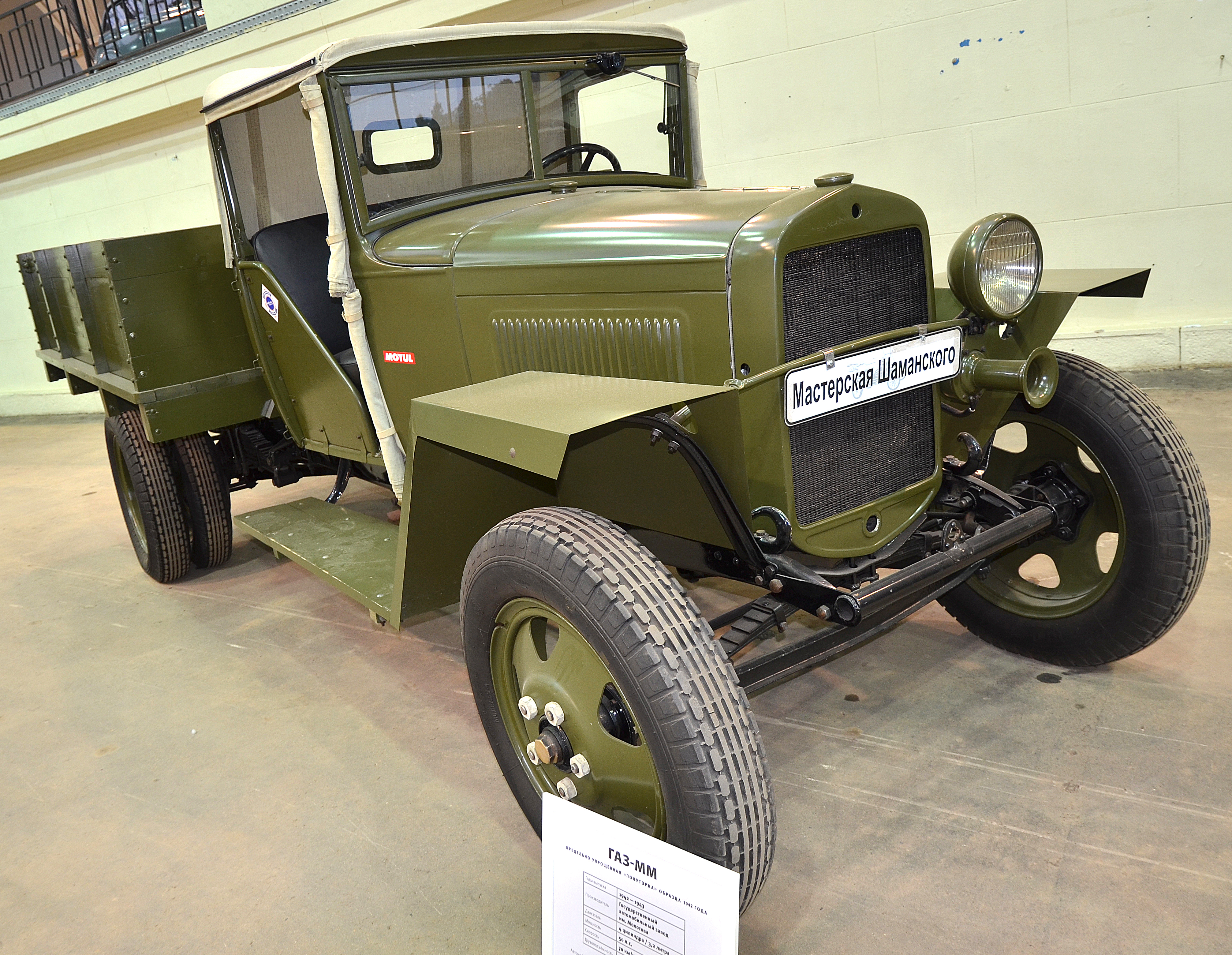
角型擋泥板、只有一個左側前車燈的GAZ-MM-B。
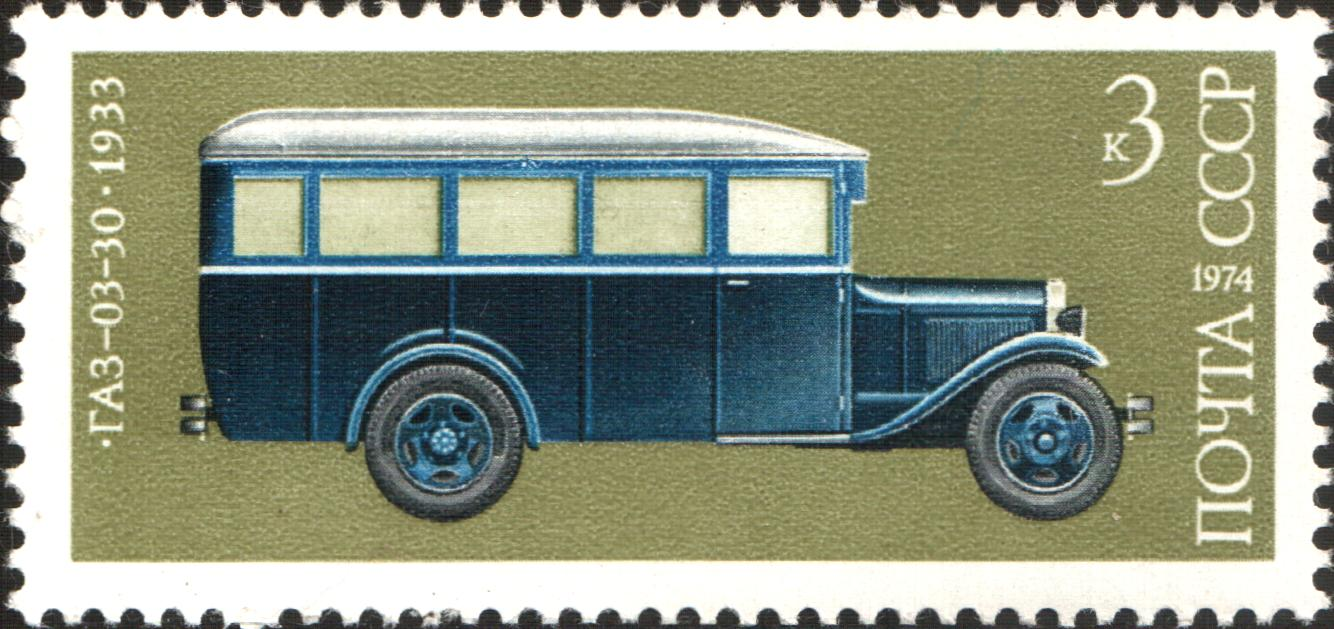
畫上巴士型GAZ-03-30的郵票。
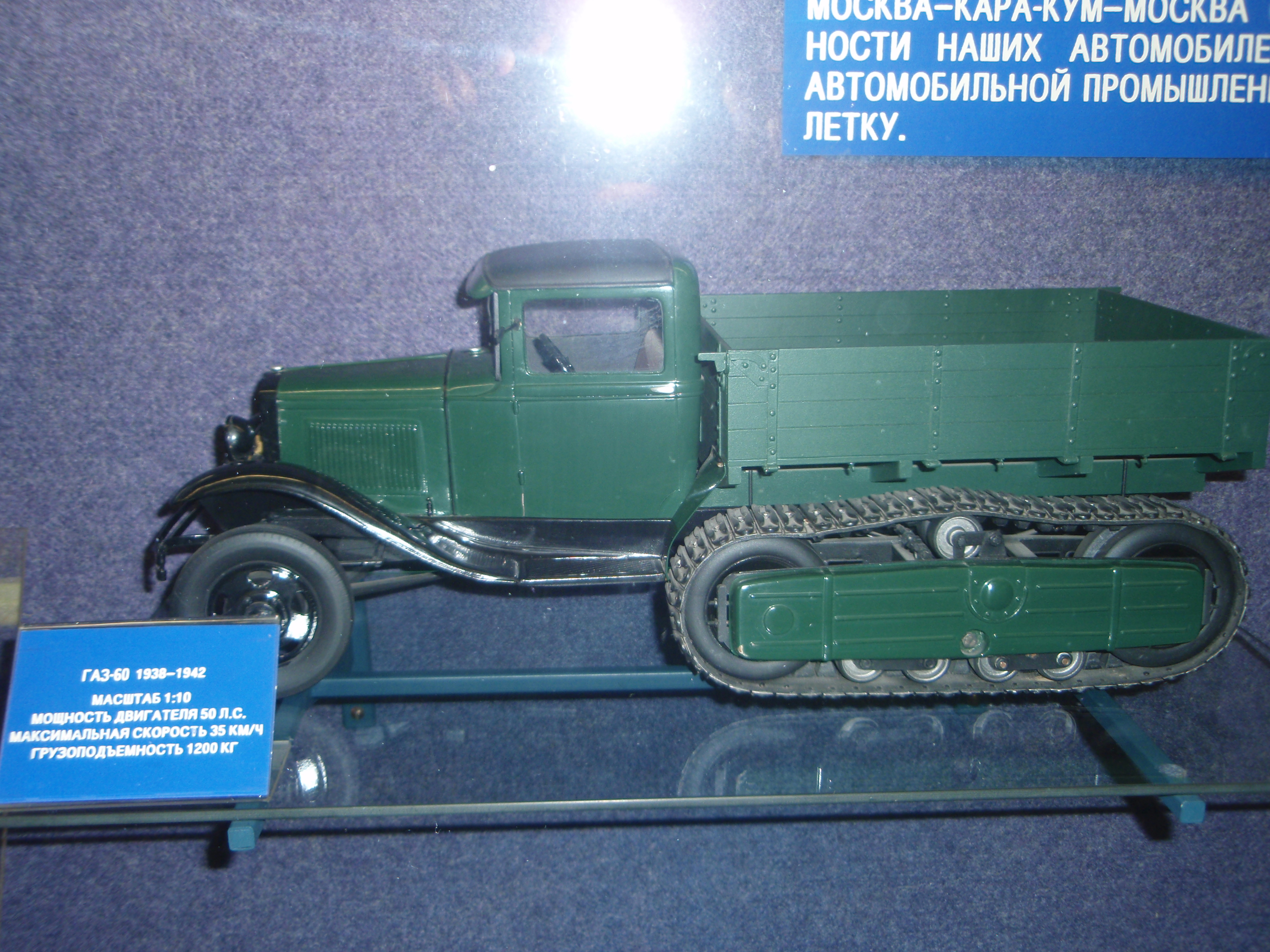
半履帶車型的GAZ-60 (模型)。